# Гаканіемі (станція метро)
60°10′48″ пн. ш. 24°57′2″ сх. д. / 60.18000° пн. ш. 24.95056° сх. д.
Гаканіемі (фін. Hakaniemi, швед. Hagnäs) — станція Гельсінського метрополітену. Відкрито 1 липня 1982 року. Обслуговує райони Гаканіемі та Калліо. Бія станції розташована парковка для 28 роверів.
- Конструкція: односклепінна станція глибокого закладення (глибина закладення — 23 м) з острівною платформою.

- Виходи: до площа Гаканіемі, вулиця Тоїнен-лінья, ринок Гаканіемі

- Пересадки: 
  - Трамваї: 3, 6, 6T, 7, 9
  - Автобуси: 17, 23, 23N, 51, 55, 61, 61N, 61T, 64, 65, 66, 66K, 67, 67N, 67V, 71, 71B, 73, 73N, 74, 74N, 75, 77, 77N, 78, 78N, 79N, 85N, 86N, 90A, 90N, 92N, 94N, 95N, 96N, 97N, 502, 611, 611B, 614, 615, 616, 621, 622, 623, 623B, 632, 632B, 633, 633A, 633N, 635, 635B, 717, 717A, 717N, 718, 722, 724, 724N, 731, 731N, 738, 738K, 739, 785, 785K, 786, 786K, 787, 787A, 787K, 788, 787K, 788KV, 841N

| Попередня станція        | Лінія | Лінія                     | Лінія | Наступна станція |
| ------------------------ | ----- | ------------------------- | ----- | ---------------- |
| Гельсінський університет |       | Гельсінський метрополітен |       | Сьорняїнен       |